# Orimarga (Diotrepha) syndactyla
Orimarga (Diotrepha) syndactyla is een tweevleugelige uit de familie steltmuggen (Limoniidae). De soort komt voor in het Neotropisch gebied.